# Lykkens Tempel
Lykkens Tempel blev malet til overhofmarskal Johan Bülow af Nicolai Abildgaard i 1785 på en kaminskærm, som stod i hofmarskallens forgemak på Christiansborg Slot. Titlen og dermed grundlaget for motivet stammer fra Johannes Ewalds Lykkens Tempel. En Drøm fra 1764, hvortil Abildgaard ca. 1779 havde skitseret en illustration (Den Kongelige Kobberstiksamling). Skærmen findes nu på Det Nationalhistoriske Museum på Frederiksborg Slot.
Motivet er en trappe op til lykkens tempel "Templum Fortunæ". Trappen flankeres af to statuer, freden, La Paix og beskytteren, La Protection, oprindeligt malet af Rafael. På hver side af trappen er huller i muren, hvor folk trænger ind, mens selve trappen har uheldige på vej ud - en falder ned ad trappen. Ved trappens venstre side (set fra beskueren) sidder en kvinde. Måske fru Justitia.. Over hende hænger tre masker på muren. Allerøverst ses et Medusa-ansigt.